# Anton Muzychkin
Anton Muzychkin, né le 16 décembre 1994 à Homiel, est un coureur cycliste biélorusse. Spécialiste de la piste, il a été champion du monde juniors en 2012 et champion d'Europe espoirs en 2013 dans la discipline du scratch.

## Palmarès sur piste

### Championnats du monde
- Cali 2014
  - 16e de la course aux points
  - 17e du scratch

### Championnats du monde juniors
- Invercargill 2012
  -  Champion du monde du scratch juniors

### Championnats d'Europe
- Anadia 2013
  -  Champion d'Europe du scratch espoirs

### Championnats de Biélorussie
- 2012
  - 2e de la course aux points
- 2014
  -  Champion de Biélorussie du scratch
- 2017
  -  Champion de Biélorussie de poursuite par équipes (avec Raman Ramanau, Yauheni Akhramenka et Raman Tsishkou)
  -  Champion de Biélorussie de l'américaine (avec Raman Ramanau)
  - 2e de l'omnium
  - 3e de la course aux points

## Palmarès sur route

### Par année
- 2013
  - Mémorial Boris A. Bolshakov
  - 3e étape du Tour de Ribas
- 2015
  - 3e du championnat de Biélorussie du contre-la-montre espoirs
- 2017
  - 3e du championnat de Biélorussie du contre-la-montre

### Classements mondiaux
| Année           | 2015 | 2016 | 2017 |
| --------------- | ---- | ---- | ---- |
| UCI Asia Tour   | 323e |      | 349e |
| UCI Europe Tour |      |      | 670e |